# Эймерс, Виллем
Виллем Эймерс (нидерл. Willem Eijmers; 15 декабря 1884, Арнем — 15 сентября 1932, Арнем) — нидерландский футбольный судья, обслуживал международные матчи и игры чемпионата Нидерландов.
Международная карьера Эймерса началась в 1913 году. Первым международным для него матчем была товарищеская игра между сборными Бельгии и Швейцарии. Кроме того, он судил матчи на двух Олимпиадах: 1920 и 1928 годов.

## Ранние годы
Виллем Эймерс родился в 1884 году в городе Арнем, в семье Виллема Эймерса и его жены Катарины Йоханны Христины ван дер Грейп.

## Награды
- Офицер ордена «Оранских-Нассау»[2]
- Рыцарь I класса ордена «Вазы»[2]

## Личная жизнь
Эймерс был женат на Йоханне ван дер Камп. Работал секретарём в Министерстве финансов Нидерландов и почти пять лет являлся членом городского совета в Гааге от имени либеральной партии.
В начале сентября 1932 года, возвращаясь из Швейцарии, Эймерс с супругой попали в автокатастрофу. Автомобиль, в котором также находились их друзья, врезался в дерево, в результате чего Виллем получил сотрясение мозга и перелом руки. На первый взгляд травма руки была не опасной для жизни, однако 15 сентября он скончался от эмболии. Через несколько дней Эймерс был кремирован, а в память о нём ближайшие матчи чемпионата начинались с минуты молчания.